# Baryphyma
Baryphyma is een geslacht van spinnen uit de familie hangmatspinnen (Linyphiidae).

## Soorten
De volgende soorten zijn bij het geslacht ingedeeld:
- Baryphyma gowerense (Locket, 1965)
- Baryphyma insigne (Palmgren, 1976)
- Baryphyma maritimum (Crocker & Parker, 1970)
- Baryphyma pratense (Blackwall, 1861)
- Baryphyma proclive (Simon, 1884)
- Baryphyma trifrons (O. P.-Cambridge, 1863)